# Franciscus Jacobus van Vree
Franciscus Jacobus van Vree (Rhenoy, februari 1807 - Haarlem, 31 januari 1861) was een Nederlands geestelijke en bisschop van de Katholieke Kerk.
Na zijn priesterwijding werkte Van Vree als leraar aan het kleinseminarie in Katwijk aan den Rijn. Hij was er ook een aantal jaren President. Hij richtte een eigen maandblad - De Katholiek - op, waarmee hij veel invloed had. Op 4 maart 1853 werd het bisdom Haarlem heropgericht en Van Vree werd de eerste bisschop na de herstelde hiërarchie. Zijn voorganger, de dominicaan Godfried van Mierlo, was in 1571 de stad halsoverkop, in vermomming, ontvlucht. Van Vree werd in de seminariekapel van Haaren op 15 mei 1853 door aartsbisschop Joannes Zwijsen tot bisschop gewijd.
Mgr. Van Vree, die als wapenspreuk koos 'Depositum custodi' (Bewaar het pand, naar 2 Timoteüs 1), was een krachtige bestuurder, die evenwel maar kort bisschop was omdat hij al in 1861, op 53-jarige leeftijd onverwacht overleed. Hij leverde een grote bijdragen aan de heroprichting van parochies in zijn bisdom.
Rogier beschrijft hem in diens boek Katholieke herleving - Geschiedenis van Katholiek Nederland sinds 1853 als een bisschop die in intellectueel en cultureel opzicht verreweg de eerste was, 'een klasse apart' onder zijn Nederlandse collegae. Ook kon men Van Vree wel 'prikkelbaar, nerveus, zelfs vrij liefdeloos noemen, niet vrij van achterdocht en jaloezie', met in zijn optreden iets 'vinnigs en zelfs nijdasserigs', aldus Rogier, die overigens hoog van Van Vree opgeeft. Rogier wijt een en ander aan het feit dat de bisschop al vroeg leefde op de rand van een breakdown. Zijn levenskracht zou ver vóór zijn tijd zijn opgebruikt zodat hij 'dodelijk afgemat', was gestorven.
Met enige ironie meldt dezelfde Rogier nog dat aartsbisschop Zwijsen eens Van Vree, toen nog President van het Seminarie, uitnodigde voor een gesprek over mogelijke kandidaten voor de aanstaande post van bisschop van Haarlem. Maar volgens Van Vree miste de Utrechtse aartspriester J. Hartman 'behoorlijke ontwikkeling en beschaafde omgangsvormen', was de Sallandse aartspriester H. van Kessel in zijn district 'niet gezien', de Warmondse professor C. van Kints 'te streng en te hard' en schortte het de Maarssense pastoor W. van Beyevelt aan 'canonische kennisse'. Kortom, aldus Van Vree had de Hollandse Zending geen priesters met 'kops en harts' genoeg voor het ambt. "Zichzelf noemt de verstandige Van Vree natuurlijk niet, maar hij mocht aannemen dat Zwijsen, nu alle gegadigden uitgeroeid waren, de enige overlevende wel zou herkennen," aldus Rogier. Een echt gevaarlijke concurrent zwijgt Van Vree overigens dood: de deftige en bemiddelde professor Th. Borret.
- Biografisch Portaal: 44568053
- Digitale Bibliotheek voor de Nederlandse Letteren: vree008
- International Standard Name Identifier: 0000 0003 9484 8434
- Nederlandse Thesaurus van Auteursnamen: 071892699
- Virtual International Authority File: 289471866
- WorldCat: E39PBJx4kQ4tB4HH4Pm3RdkxDq